# Jennifer Whittle
Jennifer “Jenny” Whittle, née le 5 septembre 1973, est une joueuse australienne de basket-ball, évoluant au poste de pivot.

## Club

### Autres
- ? - ? :  Australian Institute of Sport
- 1996-1997 :  Sportclub Osnabrück
- 2000-2001 :  Tarbes Gespe Bigorre
- 2003 :  Burgos
- ? - ? :  Canberra Capitals
- 2006-2007 :  MiZo Pécs

## Club
- Championne de WNBL 2006

### Sélection nationale
- Jeux olympiques d'été
  -  Médaille d'argent des Jeux olympiques de 2000
  -  Médaille de bronze des Jeux olympiques de 1996
- Championnat du monde de basket-ball féminin
  -  Médaille d'or du 2006 au Brésil
  -  Médaille de bronze du Championnat du monde 2002 en Chine
  -  Médaille de bronze du Championnat du monde 1998 en Allemagne
  - 4e au Championnat du monde 1994 en Australie
  - Championne du monde junior en 1993 en Corée du Sud
- autres
  - Médaille d'or des Jeux du Commonwealth 2006

### Distinction personnelle
- Élue dans le meilleur cinq WNBL 1996, 1999, 2005
- Choisie en 37e choix lors de la Draft WNBA 1999